# Groupies Delite
Groupies Delite was een Nederlandse muziekgroep van 1975 tot 1978. De groep bracht in Nederland en de buurlanden verschillende singles uit.
De eerste single Teenager in love (1975) behaalde geen hitnotering. De opvolger, het doowop-nummer Alley oop, kwam een jaar later in de Nederlandse Top 40 en de Nationale Hitparade te staan. Meer dan dertig jaar later maakte het nummer deel uit van de compilatie 50 jaar nederpop rare & obscure. De titel van het nummer verwijst naar de worp alley oop in het basketbal. De opvolger Rudy gorilla (1977) bereikte de hitlijsten niet. Een jaar later ging de band uit elkaar.

## Bezetting
- Trudy Schell (zang)
- Patricia Blaauw (zang)
- Han Blaauw (zang)

## Singles
- 1975: Teenager in love
- 1976: Alley oop, met The Sandwich Band, nummer 19 in de Nationale Hitparade, nummer 21 in de Top 40
- 1977: Rudy gorilla